# Tainia
Tainia Blume – rodzaj roślin z rodziny storczykowatych (Orchidaceae). Należy tu 29 gatunków występujących naturalnie w Indiach, Chinach, Nowej Gwinei, Australii i na Wyspach Salomona. Gatunkiem typowym jest Tainia speciosa Blume.

## Systematyka
Pozycja systematyczna według Angiosperm Phylogeny Website (aktualizowany system APG III z 2009)
Jeden z rodzajów plemienia Collabieae o niejasnej pozycji systematycznej w podrodzinie epidendronowych (Epidendroideae) z rodziny storczykowatych (Orchidaceae). Storczykowate są kladem bazalnym w rzędzie szparagowców (Asparagales) w obrębie jednoliściennych.
Pozycja w systemie Reveala (1999)
Gromada okrytonasienne (Magnoliophyta Cronquist), podgromada Magnoliophytina Frohne & U. Jensen ex Reveal, klasa jednoliścienne (Liliopsida Brongn.), podklasa liliowe (Liliidae J.H. Schaffn.), nadrząd Lilianae Takht., rząd storczykowce (Orchidales Raf), podrząd Orchidineae Rchb., rodzina storczykowate (Orchidaceae Juss.), rodzaj ania (Tainia Blume).
Wykaz gatunków
- Tainia acuminata Aver.
- Tainia bicornis (Lindl.) Rchb.f.
- Tainia cordifolia Hook.f.
- Tainia cornuta Aver.
- Tainia crassa (H.Turner) J.J.Wood & A.Lamb
- Tainia dunnii Rolfe
- Tainia elliptica Fukuy.
- Tainia hohuanshanensis S.S.Ying
- Tainia hualienia S.S.Ying
- Tainia latifolia (Lindl.) Rchb.f.
- Tainia laxiflora Makino
- Tainia longiscapa (Seidenf.) J.J.Wood & A.Lamb
- Tainia macrantha Hook.f.
- Tainia maingayi Hook.f.
- Tainia marmorata (J.J.Sm.) J.J.Wood & A.Lamb
- Tainia megalantha (Tang & F.T.Wang) R.C.Srivast. & Av.Bhattacharjee
- Tainia minor Hook.f.
- Tainia obpandurata H.Turner
- Tainia papuana J.J.Sm.
- Tainia paucifolia (Breda) J.J.Sm.
- Tainia ponggolensis (A.Lamb ex H.Turner) J.J.Wood & A.Lamb
- Tainia purpureifolia Carr
- Tainia scapigera (Hook.f.) J.J.Sm.
- Tainia serratiloba Ormerod
- Tainia simondii (Seidenf. ex Aver.) ined.
- Tainia speciosa Blume
- Tainia trinervis (Blume) Rchb.f.
- Tainia vegetissima Ridl.
- Tainia wrayana (Hook.f.) J.J.Sm.